# Harold Rawdon Briggs
Generalleutnant Sir Harold Rawdon Briggs (* 24. Juli 1894 in Pipestone, Minnesota; † 27. Oktober 1952 in Limassol) war ein Offizier der Britisch-Indischen Armee und war während des Ersten Weltkriegs, des Zweiten Weltkriegs und im Bürgerkrieg in British Malaya von 1950 bis 1951 aktiv.
Briggs wurde von seinen Vorgesetzten sehr geschätzt, darunter auch Feldmarschall Sir William Slim, der Kommandant der 14. Britischen Armee während der Burma-Kampagne. Über Briggs, der die 5. Indische Infanterie-Division während des Feldzuges kommandierte schrieb Slim: "Ich kenne nur wenige Kommandeure, die auf jeder Stufe der Beförderungsleiter so viele unmittelbare und wichtige Entscheidungen getroffen haben, und ich kenne keinen, der so wenige Fehler gemacht hat.

## Frühes Leben und Militärkarriere
Briggs wurde in Pipestone, Minnesota geboren. Seine britischen Eltern kehrten einige Jahre nach seiner Geburt nach England zurück. Briggs blieb aber amerikanischer Staatsbürger, bis er 1914 in Großbritannien eingebürgert wurde. Ebenfalls 1914 schloss er seine Schule in Bedford ab und wurde Kadett an der Royal Military Academy Sandhurst. 1915, einige Monate nach dem britischen Eintritt in den Ersten Weltkrieg und nachdem eine erste Ernennung zur britisch-indischen Armee abgesagt wurde, wurde er vom 'King's Regiment' der British Army in Liverpool aufgenommen und kämpfte mit dem Regiment in Frankreich.
1916 wechselte Briggs zur indischen Armee, wurde dem 31. Punjabiregiment zugeteilt und kämpfte in Mesopotamien und später in Palästina. Im September 1917 wurde er zum Kommandeur einer der 31. Punjabi-Kompanien im Rang eines amtierenden Hauptmanns ernannt und wurde im Mai 1918 in derselben Funktion dem 152. Punjabiregiment zugeteilt.
Im Jahr 1924 wechselte Briggs zum 1. Bataillon des 10. Belutschistan-Regiments, mit dem er in den 1930er Jahren zwei Einsatzperioden an der Nordwestgrenze Indiens verbrachte. Nachdem er von 1927 bis 1928 die pakistanische Stabsakademie besucht hatte, wurde Briggs im August 1932 zum Major befördert, nachdem ihm der Rang schon im Januar ehrenhalber verliehen worden war und danach zum Oberstleutnant im September 1937, als er das Kommando über das 2. Bataillon des 10. Belutschistan-Regimentes übernommen hatte.

## Zweiter Weltkrieg
Beim Ausbruch des Zweiten Weltkrieges war Briggs immer noch Kommandeur des 2. Bataillons im 10. Belutschistan Regiment. Im September 1940 wurde er zum Brigadegeneral befördert und wurde Kommandant der 7. Indischen Infanteriebrigade.

### Nordafrika
Diese Brigade wurde nach Ägypten verschifft und verstärkte die 4. Indische Infanteriedivision, die sich dort der italienischen Bedrohung aus Libyen entgegenstellte. Die Brigade war allerdings nicht in die Kämpfe während der Operation Compass involviert, wurde aber im Dezember 1940 nach Port Sudan in die Nähe der Grenze mit dem nördlichen Eritrea gesandt, während der Rest der Division plus einem Bataillon der 7. Brigade mit der 5. Indischen Infanteriedivision an der Westgrenze Eritreas zum Sudan stationiert wurde.

### Ostafrika
Während des Ostafrikafeldzuges kommandierte Briggs die sogenannte Briggsforce, eine Kampfeinheit aus zwei Bataillonen der 7. indischen Brigade, einem senegalesischen Bataillon unter Führung von Offizieren der Freien Französischen Streitkräfte und einem Bataillon der Fremdenlegion aus dem Tschad, zusammen mit einer Batterie Feldartillerie und einer Kompanie Pioniere. Die Briggsforce operierte unabhängig von der Hauptstreitmachtmacht und rückte, unter dem direkten Kommando von Generalleutnant William Platt vom Sudan durch die nördliche Grenzstadt Karura in Eritrea ein. Die Briggsforce kämpfte sich auf dem Weg nach Süden bis zu den Verteidigungsstellungen von Keren vor.
Während der Schlacht von Keren im März 1941 band die Briggsforce durch ihre Angriffe einen erheblichen Teil der italienischen Garnison von Keren, obwohl ihr selbst die Artillerie für eine größere Offensive fehlte. Die Angriffe der Briggsforce unterstützten Platts Hauptoffensive aus dem Westen. Briggs stellte auch eine Bedrohung für Massaua, Eritreas Haupthafen, an der Küste im Osten dar. Dies zwang die Italiener, an der Küste Reserven vorzuhalten, die in Keren besser hätten eingesetzt werden können.
Nach Einnahme Kerens marschierte die Briggsforce quer durch das Land und spielte eine wichtige Rolle bei der Eroberung von Massawa am 9. April. Für seine Einsätze in Ostafrika wurde Briggs am 30. Dezember 1941 sein erster Distinguished Service Order (DSO) verliehen.

### Rückkehr nach Nordafrika
Ende April hatte sich die 7. indische Brigade wieder der 4. indischen Division angeschlossen und war nach Ägypten zurückgekehrt. Aufgrund fehlender Transportmittel beteiligte sich die Brigade im Juni nicht an der Operation Battleaxe, wurde aber im August als 'Oasis Group' eingesetzt, um die Oasen Siwa und Jarabub, etwa 240 km südlich der Mittelmeerküste, auf beiden Seiten der Grenze zwischen Ägypten und Libyen zu halten.
Die 7. Brigade übergab die Verantwortung für die Oasen an die 29. indische Infanterie-Brigade und nahm als nächstes an der Operation Crusader im November 1941 teil, als Briggs die Aufgabe erhielt, die Stellungen im Gebiet Halfaya–Sollum–Capuzzo–Sidi Omar einzunehmen, drei Verteidigungsanlagen etwa 32 km von der Küste entfernt, die einen Teil der Stellungen der Achsenmächte an der libyschen Grenze bildeten. Omar Nuovo wurde am 21. November, dem ersten Kampftag, eingenommen, aber es dauerte eine Woche, bis die Stellung vollständig erobert war und die anderen Positionen konnten nicht eingenommen werden, als der Gegenangriff des Afrika Korps, unter Erwin Rommel die britischen Streitkräfte zurückschlug. Am 25. November erreichten die deutschen Panzer die 7. Brigade, die gezwungen wurde sich auf Stellungen bei Tobruk zurückzuziehen.
Briggs Brigade nahm am Vormarsch der Achten Armee durch die Stellungen der Achsenstreitkräfte bei Gazala teil und erreichte am Jahresende Bengasi. Als Rommel Ende Januar von seiner Position in El Agheila aus einen Gegenangriff durchführte, befand sich Briggs mit seiner Brigade immer noch in Bengasi und wurde von der Einkesselung durch das Afrika Korps bedroht. Aufgeteilt in Gruppen von Bataillonsgröße machten sie sich auf den Weg nach Süden in die Wüste und erreichten den Ort Mechilli, der sich noch in britischer Hand befand, mit nur geringen Verlusten. Für seine Führungsqualitäten bei dieser Aktion erhielt Briggs das zweite DSO. Als sich die Front bei Gazala stabilisiert hatte, wurde die 7. Indische Brigade der 4. Indischen Infanteriedivision zugeteilt und nach Britisch-Zypern gesandt. Im Mai 1942 wurde Briggs Kommandeur der 5. Indischen Infanteriedivision, die als Reserve hinter der 8. Britischen Armee bei Gazala lag. Zu der Zeit hatte Briggs den Rang eines Oberstleutnants und wurde im September zum Oberst rückwirkend zum September 1940 ernannt.
Während der Schlacht von Gazala im Juni konnte Briggs einer Gefangennahme nur knapp entgehen, als sein taktisches Hauptquartier überrannt wurde. Seine Division erlitt während der Operation Aberdeen, eines hastigen, schlecht geplanten Gegenangriffs der britischen Streitkräfte, schwere Verluste. Sie wurden gezwungen, sich von 'Knightsbridge' einer Kreuzung zweier Beduinenstraßen ca. 20 km südlich der Siedlung Acroma und El Adem (ca. 20 km südlich von Tobruk) nach Sollum an der libysch-ägyptischen Grenze zurückzuziehen, um sich neu zu ordnen. Bei Marsa Matruh wurde die Division in die Rückzugsgefechte der 8. Britischen Armee verwickelt und erlitt weitere Verluste. Die 29. Infanteriebrigade wurde bei Fuka östlich von Marsa Matruh überrannt und vernichtet, aber die beiden übriggebliebenen, erschöpften Brigaden schafften es bis nach El Alamein.
In Alamein wurde die Division mit der 161. Indischen Infanteriebrigade verstärkt. Mit der Verteidigung des Ruweisat Rückens betraut nahm die Division an der Ersten Schlacht von El Alamein und an der Schlacht von Alam Halfa teil. Sie wurde aber nur in leichte Kämpfe verwickelt, da der Hauptaufmarsch der deutschen und italienischen Truppen weiter im Süden stattfand. Für seine Aktivitäten von Mai bis Oktober wurde Briggs 'Mentioned in dispatches', was einer Erwähnung im Wehrmachtbericht bei der Deutschen Wehrmacht entsprach.

### Persien
Im Herbst 1942 wurde die 5. Indische Division nach Persien geschickt, und wurde ein Teil des XXI. Korps innerhalb der Zehnten Armee. Die Zehnte Armee war im Einsatz, um sich gegen die Gefahr eines deutschen Durchbruchs in Kaukasien zu verteidigen. Der sowjetische Sieg bei der Schlacht von Stalingrad machte dies jedoch sehr unwahrscheinlich und so wurde Briggs zusammen mit seiner Division im Juni 1943 nach Indien geschickt, um sich dem XV. Indischen Korps anzuschließen. Das Korps wurde von William Slim kommandiert, der kurz darauf zum Kommandeur der 14. Britischen Armee befördert werden sollte.

### Die Burma-Kampagne
Anfang 1944 war Briggs mit der 5. indischen Infanteriedivision in Arakan in Burma. Die Offensive des XV. Korps im Januar wurde von den japanischen Truppen aufgehalten, die ihrerseits selbst im Februar in die Offensive gingen und versuchten, die 5. und 7. Indische Infanteriedivision abzuschneiden. Briggs’ 9. Indische Brigade wurde abgeschnitten, konnte aber aus der Luft versorgt werden und hielt dem Angriff der japanischen Kräfte bei der Operation Ha-gō stand. Die beiden Divisionen konnten die Lage wenden und den japanischen Streitkräften mit Hilfe der 26. Indischen und der 36. Britischen Infanteriedivision eine Niederlage zufügen.
Im März 1944 wurde der Großteil von Briggs’ Division nach Norden, nach Imphal geflogen, während die 161. Brigade nach Kohima gesandt wurde und in heftige Kämpfe während der Schlacht um Kohima geriet. Bei der Schlacht um Imphal war die Division von Ende März bis Ende Juni wieder in Kampfhandlungen verwickelt, als sie Kontakt mit der 2. Britischen Infanteriedivision, die von Kohima kam, aufnahm und damit die Belagerung Imphals aufheben konnte. Anschließend wurde Briggs auf einen Posten mit Verwaltungsaufgaben in Indien versetzt, nachdem ihm im Mai 1944 eine zweite Spange seines DSO verliehen worden war. Im April 1945 wurde er wieder 'Mentioned in Dispatches' und im Mai zum Commander of the Order of the British Empire ernannt.

## Nachkriegszeit und Ruhestand
Er wurde 1946 zum Generalleutnant ernannt, und wurde Oberbefehlshaber in Burma. Im Januar 1948 ging er in den Ruhestand und zog nach Zypern, nachdem er im August 1948 zum Knight Commander of the Order of the Indian Empire ernannt worden war.

## Malaya
1950 wurde Briggs von Feldmarschall Sir William Slim, der zu dem Zeitpunkt Chef des Generalstabs war, in den aktiven Dienst zurückgerufen, um als Einsatzleiter des britischen Militärs in Malaya, wo Bürgerkrieg herrschte, zu fungieren. Briggs entwickelte den sogenannten Briggs-Plan, dieser sah die Schaffung einer Art Internierungslager vor, die „Neues Dorf“ genannt wurden. Der ursprüngliche Zweck dieser „Neuen Dörfer“ bestand darin, die hauptsächlich ethnischen chinesischen Dorfbewohner vom Kontakt mit der Malayan National Liberation Army (MNLA) zu trennen, die von der Malayischen Kommunistischen Partei geführt wurde. Es wurde ein umfangreiches Programm zur Zwangsumsiedlung von Landarbeitern durchgeführt, im Rahmen dessen etwa 500.000 Menschen (ungefähr 10 % der Bevölkerung Malayas) aus ihren Häusern vertrieben und in diesen „Neuen Dörfern“ unter Bewachung untergebracht wurden.
1951 nahm Briggs seinen Ruhestand auf Zypern wieder auf, allerdings hatte seine Gesundheit während seines Aufenthaltes in Malaya sehr gelitten und er verstarb 1952. Seine Aufgaben in Malaya übernahm Gerald Templer, der die Umsetzung von Briggs’ Plan überwachte.